# کایلی (ایتالیا)
کایلی (به ایتالیایی: Cagli) یک کومونه در ایتالیا است که در استان پزارو و اوربینو واقع شده است. کایلی ۲۲۶ کیلومتر مربع مساحت و ۹٬۰۵۳ نفر جمعیت دارد و ۲۷۶ متر بالاتر از سطح دریا واقع شده است.

## خواهرخوانده
شهر اسپلیت خواهرخواندهٔ کایلی (ایتالیا) هست.